# 15 Polowa Techniczna Baza Rakietowa
15 Polowa Techniczna Baza Remontowa (Rakietowa) – jednostka wojskowa wojsk rakietowych, na okres wojny stawała się 15 Armijną Polową Techniczną Bazą Rakietową

## Historia i zadania
W 1963 powstała Grupa Organizacyjna z 11 Okręgowej Polowej Technicznej Bazy Remontowej, której kierownikiem został ppłk Stanisław Górecki. Była zalążkiem sformowania w 1964, na bazie 11 Okręgowej Polowej Technicznej Bazy Remontowej – 15 Polowej Technicznej Bazy Rakietowej (JW 1154) w Kobylance/Bielkowie. W roku 1966 osiągnęła gotowość. Formalnie jako frontowa, lecz w rzeczywistości była przeznaczona dla wojsk WOW. W czasie pokoju jednostka funkcjonowała pod nazwą „15 Polowa Techniczna Baza Remontowa”, która miała maskować jej faktyczny charakter. W czasie mobilizacji stawała się 15 Armijną Polową Techniczną Bazą Rakietową i wraz z 36 Brygadą Artylerii wchodziła w skład Frontu Polskiego. W 1969 r. okręg warszawski sformował własną 21 PRBR w Ornecie, baza w Bielkowie została dostosowana do wykonywania zadań na korzyść 36 Brygady Artylerii. 15 Polowa Techniczna Baza Rakietowa w latach 80/90. posiadała rakiety SCUD (R11 i R17). Była jedną z czterech Polowych Baz Rakietowych w Polsce, obok 18 PTBR dla Pomorskiego Okręgu Wojskowego, 11 PTBR  dla Śląskiego Okręgu Wojskowego oraz 21PTBR dla Warszawskiego Okręgu Wojskowego. W 1990 r. w dużym stopniu obniżony został stopień ukompletowania brygad rakiet, polowych baz, a w 1991 r. likwidacji uległy dywizjony rakiet taktycznych, w tym 15 ptbr. Baza egzystowała jeszcze przez niespełna rok, by ostatecznie przekazać swój zasadniczy sprzęt pod ochronę – jeszcze istniejącego – 25sddr. W 1992 została rozformowana.
Do głównych zadań bazy należało utrzymywanie określonej liczby pocisków balistycznych w pełnej sprawności technicznej oraz gotowość do prowadzenia zabiegów obsługowo-technicznych. W pierwszym okresie obsługiwano pociski R-150 (zestaw 9K51 z rakietą 8K11), a w okresie późniejszym R-300 (zestaw 9K72 Elbrus z rakietą 8K14). Pociski tego typu przechowywane były w gotowości zerowej – tzw. „gotowości arsenalskiej”. Zadaniem bazy było przygotowanie ich od gotowości nr 6 do gotowości nr 4. Przygotowanie pocisków taktycznych R-30 (zestaw 2K6 z rakietami 3R9 i 3R10), R-70 (zestaw 9K52M – Łuna) polegało na przeglądzie zewnętrznym oraz doprowadzeniu do gotowości nr 4 – przyłączeniu głowicy bojowej, a następnie przetransportowaniu i przeładunku na środki transportu dywizjonów rakiet taktycznych. 15 ptbr współpracowała z utworzonym na potrzeby zaopatrywania specjalnego dywizjonem dowozu rakiet – 25 bdr oraz zmodernizowanymi w tym celu magazynami w 20 Okręgowej Składnicy Amunicji (JW 3646) w Mostach.

## Struktura organizacyjna (lata 80/90. XX w)
- dowództwo i sztab
- bateria dowodzenia
  - pluton łączności
  - pluton maszyn inżynieryjnych
  - pluton ochrony i regulacji ruchu

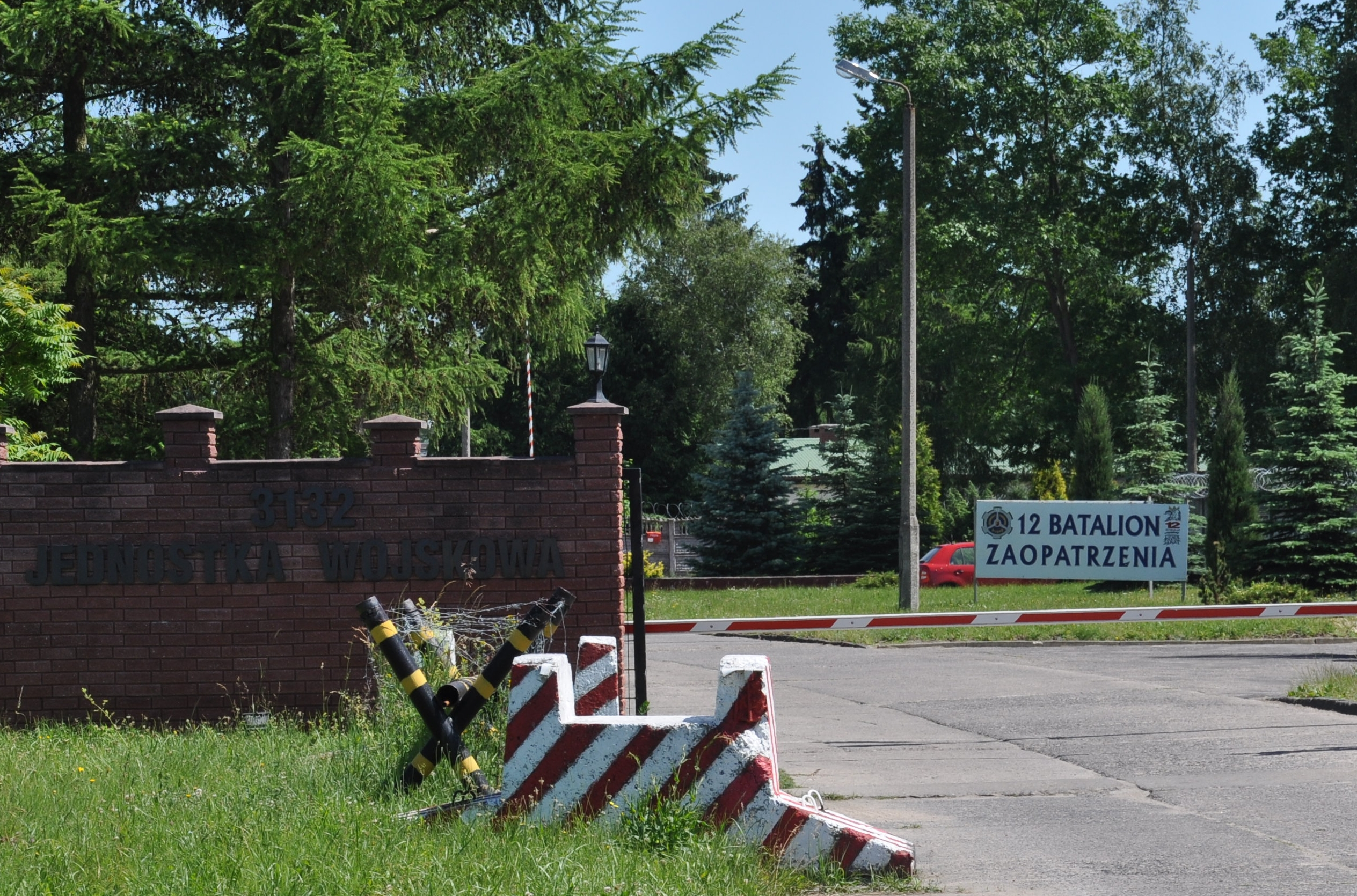
W tych koszarach do 1992 stacjonowała 15 ptbr

- 2 baterie techniczne (od 1987 – 3 baterie techniczne)
  - zespół kontroli układu kierowania
  - zespół sprawdzeń niezależnych
  - zespół sprawdzenia układu napędowego
  - zespół napełniania
  - zespół montażu
- bateria dowozu
  - pluton rakiet operacyjno-taktycznych
  - pluton rakiet taktycznych
  - pluton transportowy na ŁTM
  - pluton transportowy pojazdów transportujących głowice rakiet R-70 i 8K14
- pluton zabezpieczenia
  - drużyna gospodarcza
  - drużyna zaopatrzenia
  - drużyna MPS
- pluton warsztatowy
  - 3 drużyny remontowe
  - drużyna uzbrojenia

## Dowódcy bazy

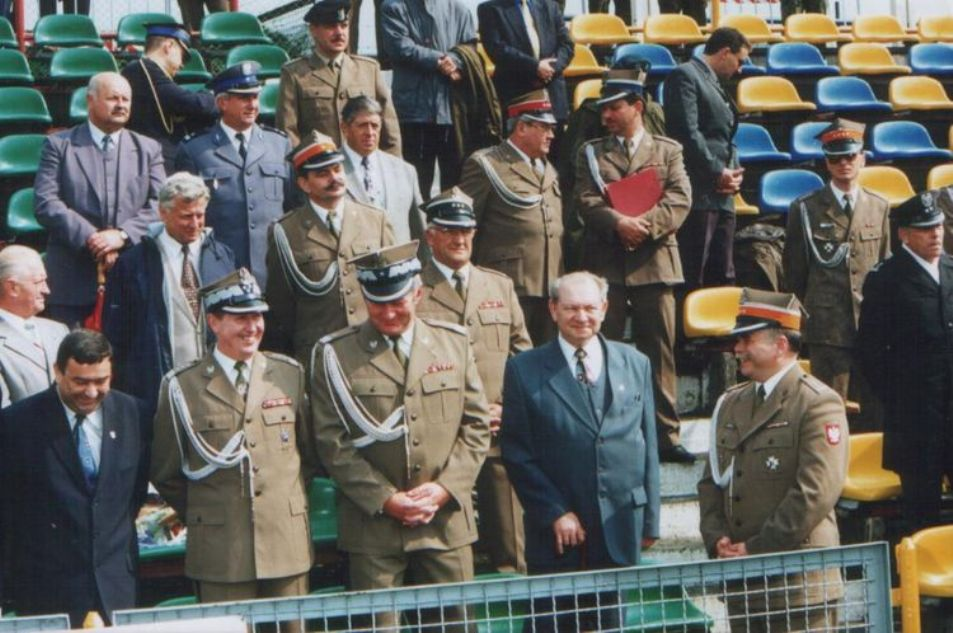
Były d-ca 15 ptbr płk Wiesław Wroński (drugi rząd)

- ppłk Stanisław Górecki (kierownik Grupy Organizacyjnej) – (1963)
- ppłk mgr inż. Stanisław Górecki – (1964–1965)
- płk/ppłk mgr inż. Zygmunt Zygmuntowicz – (1966–1968)
- płk mgr inż. Wiesław Mecherzyński – (1968–1974)
- płk mgr inż. Zbigniew Sobczak – (1974–1979)
- płk dypl. Józef Pawlica – (1979–1980)
- płk dypl. Alfred Bugaj – (1980–1984)
- płk mgr inż. Wiesław Wroński – (1984–1992)